# Oidiodendron pilicola
Oidiodendron pilicola är en svampart som beskrevs av Kobayasi 1969. Oidiodendron pilicola ingår i släktet Oidiodendron och familjen Myxotrichaceae.   Inga underarter finns listade i Catalogue of Life.